# AquesTalk
AquesTalk（アクエストーク）は、アクエストが開発・販売している音声合成用ソフト。

## AquesTalkの技術を応用しているソフトなど
AquesTalk Pi（アクエストークパイ）
Raspberry Piに用いるテキスト読み上げツール。
AquesTalk Pico（アクエストークピコ）
AVRマイコンにAquesTalkを書き込んだ音声合成LSI。
AquesTone（アクエストーン）
AquesTalkの技術を応用している歌声合成ソフト（ボーカルシンセサイザー）。VSTiプラグインとして、2013年1月現在は試作品という形で無料にて配布されている（未定だが将来は有料化する可能性もあるとのこと）。
現時点では、合成やパラメータ調整を強化したAquestone2が期間限定で配布されている。
SofTalk（ソフトーク）
AquesTalkの技術をベースにしているテキスト読み上げソフト。ニコニコ動画で使用されている。すこし棒読みのような声が特徴。
2022年7月23日に対応を終了し、AquesTalkを同梱しないバージョン1.93.60が公開された。
ゆっくりMovieMaker
AquesTalkを使った実況動画（通称「ゆっくり実況」）を、簡単に作成できる。
UTAU
UTAUデフォルト（デフォルトの音声）にサンプリングで利用されている。
棒読みちゃん
テキスト読み上げツールの一種。プラグインを介することでストリーミング放送のコメントを読み上げることが可能。棒読みちゃんを仲介して他の音声合成ソフトの音声で読み上げることもできる。
ゆっくろいど/ゆくも!
macOS対応の音声合成用ソフト。

## その他
ネット上ではAquesTalkの音声は俗にゆっくりと呼称される。これは格闘キャラ製作ゲームM.U.G.E.Nにおいてアスキーアート発祥のキャラクターゆっくりしていってね!!!の音声に当該音声が用いられている事に由来している。